# Итальянский крестьянский танец
«Итальянский крестьянский танец» — немой короткометражный документальный фильм Макса Складановского. Длина фильма 1,5 м (всего 48 кадров). Фильм снят на сконструированном Складановским независимо от братьев Люмьер аппарате для съёмки и проекции фильмов «Биоскоп».
Фильм был частью сборника Wintergarten Performances. Премьера состоялась в Германии 2 ноября 1895 года. В 1895‒96 годах фильм был показан в Германии, Голландии, Дании и Швеции. Это один из самых первых фильмов с итальянским сюжетом и один из первых фильмов с историческим сюжетом, снятых в Германии. Программа во время первого показа фильма в берлинском театре Винтегартен включала в себя итальянский танец двух детей, акробатический этюд братьев Милтон, поединок боксёра и кенгуру, жонглёр Пол Петрас, акробатическая сцена семьи Грунато, танец братьев Черпановых, исполнение змеиного танца, встреча двух бойцов и поклон братьев Складановских в финале.

## В ролях
- Плоэтс — мальчик
- Ларелла — девочка

## Сюжет
Два ребёнка танцуют итальянский народный танец.